# Попереду день
«Попереду день» (рос. «Впереди день») — радянський художній фільм 1970 року, знятий на Кіностудії ім. М. Горького.

## Сюжет
Так сталося, що на шостому році життя доля розлучила двох близнюків-двійнят, двох сільських хлопчаків, Васю і Валентина. Вася залишився в селі з матір'ю, Валентин же поїхав в Москву з тіткою. І ось старші брати знову зустрічаються. І з'ясовується, що вони дуже різні. Перший не шукав для себе легкого життя. Він працював в колгоспі, служив в армії, потім став шофером на великому руднику в Середній Азії. Другого ж тітка ретельно готувала до красивого, зручно влаштованого життя, але при цьому так балувала його, що виростила егоїста, людину безвольну і взагалі нещасну.

## У ролях
- Майя Булгакова — Поліна Опанасівна Разорьонова
- Надія Федосова — Марія, мати Василя і Валентина
- Леонід Неведомський — Василь Разорьонов
- Віталій Соломін — Валентин Разорьонов
- Тетяна Іваненко — Галя, цивільна дружина Василя на будівництві
- Іван Бортник — В'ячеслав Чураков, водій, перший чоловік Галі
- Юрій Смирнов — Спартак, водій
- Ніна Корнієнко — Ніна
- Наталія Тютяєва — Маша
- Інара Гулієва — Наташа
- Інна Федорова — нянечка в дитячому садку
- Наталія Дмитрієва — завідувачка дитячого садка
- Юрій Потьомкин — водий
- Олексій Ковальов — шофер
- Микола Юдін — дід на возі

## Знімальна група
- Режисер — Павло Любимов
- Сценарист — Ірина Велембовська
- Оператор — Сергій Філіппов
- Композитор — Ян Френкель
- Художник — Сергій Серебреніков